# Stoll Pictures
Stoll Pictures — британская кинокомпания, некоторое время было одной из самых значительных киностудий и прокатчиков фильмов в 1920-е годы в Европе. Была основана в апреле 1918 года крупным театральным антрепренёром Освальдом Столлом, в честь которого и была названа. Он стремился к тому, чтобы снимать на базе своей компании такие фильмы, которые могли бы конкурировать с голливудской продукцией. В истории кино вошла благодаря своим популярным детективным киносериалам, основанным на литературных произведениях.  

## История
Главным конкурентом на внутреннем рынке для Stoll Pictures была кинокомпания Ideal Film Company. Фильмы в основном снимались в Лондоне и его пригородах: в Cricklewood Studios, хотя в первые годы существования компании также использовались мощности студии Surbiton. В начале 1920-х годов Stoll сняла серию крупнобюджетных по тем временам фильмов, таких как «Четыре пера» и «Блудный сын», которые на тот момент были самыми дорогими фильмами британского производства. Компания выпускала и показывала широкий ряд кинопродукции: кинохронику, киножурналы, рекламные объявления, анимационные ленты, в её репертуаре присутствовали короткометражные и полнометражные фильмы. Столл ориентировался на создание качественной кинопродукции, которая могла составить конкуренцию зарубежным фильмам, в том числе голливудским. По оценке исследовательницы Натали Моррис: «Основой стратегии „Столл“ была адаптация популярной, среднеинтеллектуальной литературы: компания выпустила ряд полнометражных фильмов, вышедших на мировом рынке под общим названием „Выдающиеся британские писатели“». 
Компания стала особенно известна своими киносериалами, основанными на литературных произведениях о гении преступного мира докторе Фу Манчу и великом детективе Шерлоке Холмсе. Именно с кинокомпанией Столла, выпустившей в 1921—1923 годах серию фильмов по произведениям Артура Конан Дойла, связывают новый этап в формировании кинематографического облика Холмса. В 1920 году был заключён договор на право экранизации детективных рассказов и двух повестей прозаика: «Собака Баскервилей» и «Знак четырёх». За получение прав на произведения «Столл» гарантировала писателю выплату 10% выручки от проката. На протяжении трёх лет было выпущено несколько десятков фильмов, в том числе два полнометражных («Собака Баскервилей» и «Знак четырёх»), которые положительно оценили зрители, критики и сам Дойл, назвавший их «великолепными». В этом отношении в литературе отмечалось: «Немой кинематограф вступает в зрелую стадию развития, окончательно освоив свои технические возможности, в том числе и при помощи ранних фильмов о Шерлоке Холмсе». Позже Дойл высказывал претензии только в отношении того, что действие цикла было перенесено из викторианской Англии в более современную эпоху: со всеми техническими новинками, которыми не мог располагать литературный Холмс. В начале 1920-х годов американская кинокомпания «Голдвин» (Goldwyn Pictures) приобрела права на пьесу «Шерлок Холмс», созданную Уильямом Жилеттом в конце 1890-х годов по мотивам произведений писателя. После этого между «Голдвин» и «Столл» возникли юридические споры, дошедшие до шумного судебного разбирательства. Американская компания обосновывала свои права на постановку фильма тем, что приобрела лицензию на экранизацию пьесы. В ходе процесса писатель был вынужден появиться в суде, где дал показания. В итоге британская компания сумела обосновать свои права, но этот иск расстроил отношения между Дойлом и «Столл».
В середине 1920-х годов кинокомпания сильно пострадала в результате экономического спада и сократила производство, полагаясь на несколько совместных проектов с европейскими фирмами. По примеру других кинокомпаний выпускала собственный журнал Stoll's Editorial News.